# Vexillum mccauslandi
Vexillum mccauslandi is een slakkensoort uit de familie van de Costellariidae. De wetenschappelijke naam van de soort is voor het eerst geldig gepubliceerd in 2005 door Salisbury & Wolff.